# 黒崎祇園山笠

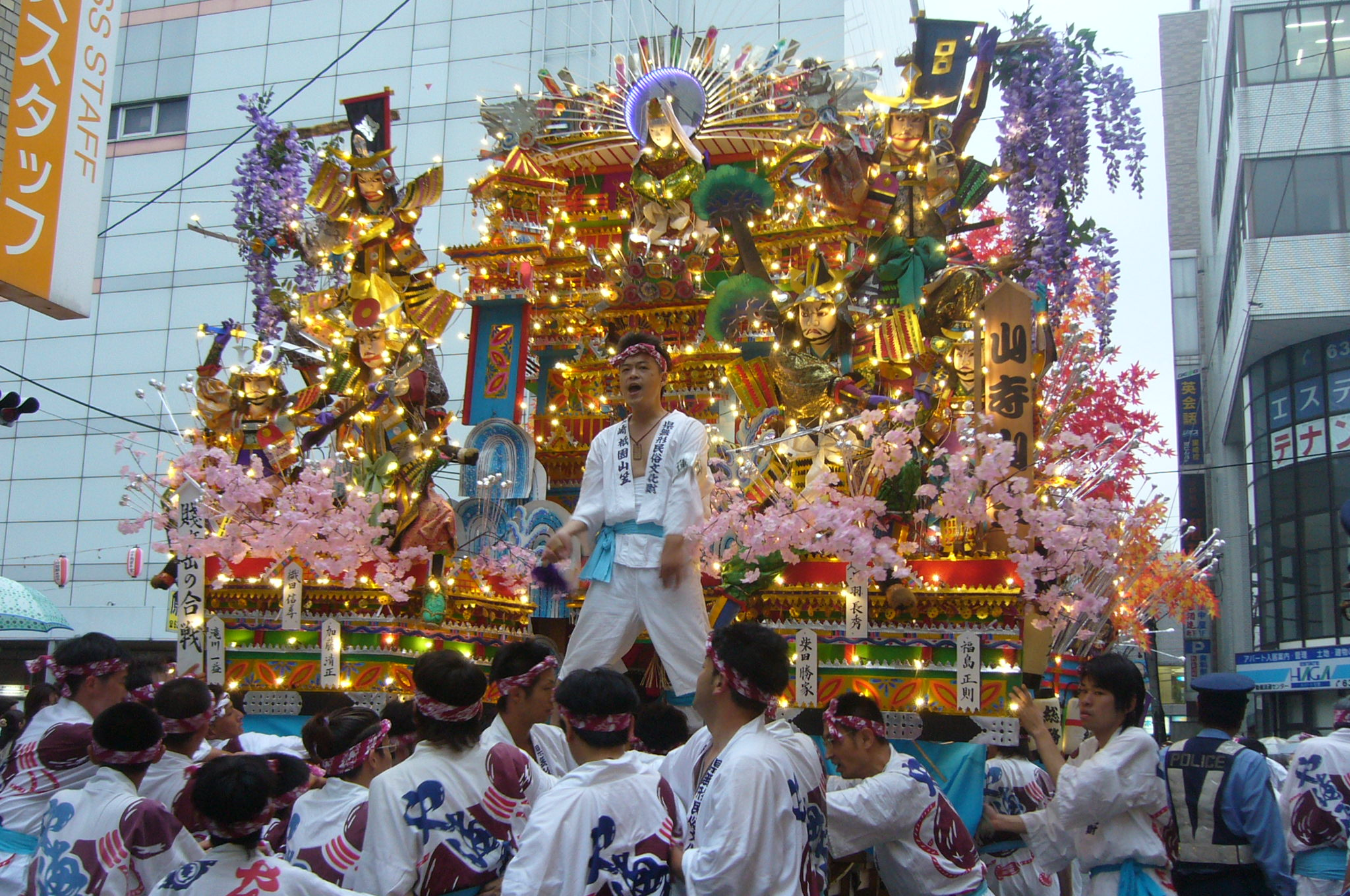
黒崎祇園山笠（飾り山笠）

黒崎祇園山笠（くろさきぎおんやまがさ）とは、毎年7月の3～4週目の中で4日間、福岡県北九州市八幡西区の岡田宮、春日神社、一宮神社に奉納される、400年以上の歴史を持つ祇園祭である。その動きの激しさから「喧嘩山笠」の異名を持つ。福岡県の無形民俗文化財に指定されている。

## 歴史
前史
- 1205年（元久2年、鎌倉時代初期）花尾城を拠点として遠賀郡一帯を支配していた麻生氏が、ふもとの地で領内の除疫、豊穣を祈願して「祇園会」を始めた（前田祇園山笠の起源）。
- 室町時代初期、麻生氏が八幡東区祇園原（ぎおんばら）に祇園社「八束髪（やつかひげ）神社」を建立（1961年仲宿八幡宮に合祀）し、祭儀を行なった。
- 明治時代中期まで旗笹山笠、後期からは直方系の人形山笠の形態が登場した。

正史
- 1600年（慶長5年） - 黒田長政が井上之房に命じ岡田宮と春日神社に須賀神社を奉納させ、その祭礼に山笠が作られた。
- 1906年（明治39年）、これ以前は笹山笠のみであった。その後は本祭では直方式の飾山笠が運行されるようになる。
- 1968年（昭和43年）2月3日 - 笹山笠が福岡県の無形文化財に指定される。
- 1976年（昭和51年）4月24日 - 福岡県の無形民俗文化財に指定される。
- 2005年（平成17年）7月24日 - 開催400年を記念し、解散式の翌日に黒崎ふれあい通りにて黒崎四百年大祭開催。黒崎のすべての山笠のほか、近隣地区の山笠も参加した。
- 2011年（平成23年） - 前年の山笠運行時のトラブルにより保存会と確執があった藤田西・藤田東山笠が保存会の行事をボイコットし、独自に町内を運行する。（藤田東は翌年、藤田西は2015年に保存会に復帰する）
- 2012年10月、宿場まつりの期間中に1948年頃に途絶えていた「田町舟町山笠」が64年ぶりに復活[1]。翌年も同時期に運行される。
- 2013年7月19日の前夜祭には、北九州市の市制50周年を記念して、子ども笹山笠が参加した。以降毎年参加している。
- 2016年5月7日、釜山での朝鮮通信使祭に参加。藤田東山笠を運行。
- 2018年、黒崎祇園山笠保存会設立50周年を記念し、お汐井取りにあわせて8基全ての笹山笠を集結、三社を巡拝した後、カムズ通り商店街で運行する[2]。
- 2019年（令和元年）5月3日、天皇徳仁即位並びに改元を記念して特別運行。藤田西山笠（笹山笠）と熊手一番山笠（飾り山笠）が運行[3]。
- 2019年 - 解散式に際して、この年限りで運行を終える相生町の相生山笠（洞南肆地区山笠の一つ）が特例で黒崎を運行する。
- 2020年（令和2年）4月2日、新型コロナウイルス感染症の拡大を受け、この年の主要行事の中止が決定した[4]。
- 2021年（令和3年）4月2日、前年に引き続き中止を決定[5]。
- 2021年（令和3年）7月、前項の通り山笠の運行は無くなったが、黒崎ひびしんホール前に約40年ぶりに“飾り山”として据えられた[6]。
- 2025年1月、国の記録すべき無形民俗文化財に指定される見通しであることが明らかになった。
- 2025年4月、釜山での朝鮮通信使祭に参加。熊西山笠を黒崎統一幕をつけて運行。

## 開催期間

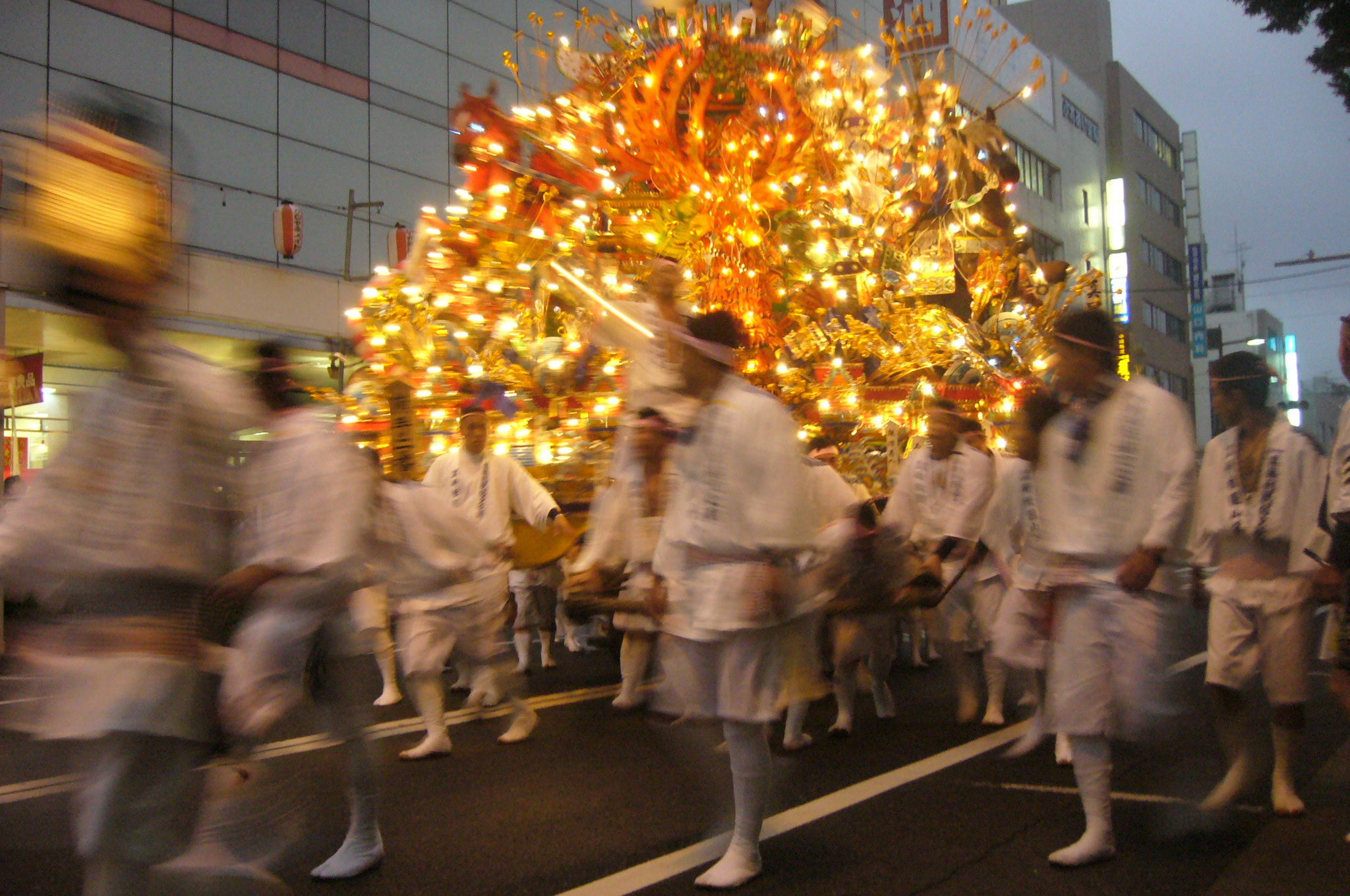
夜の黒崎祇園山笠

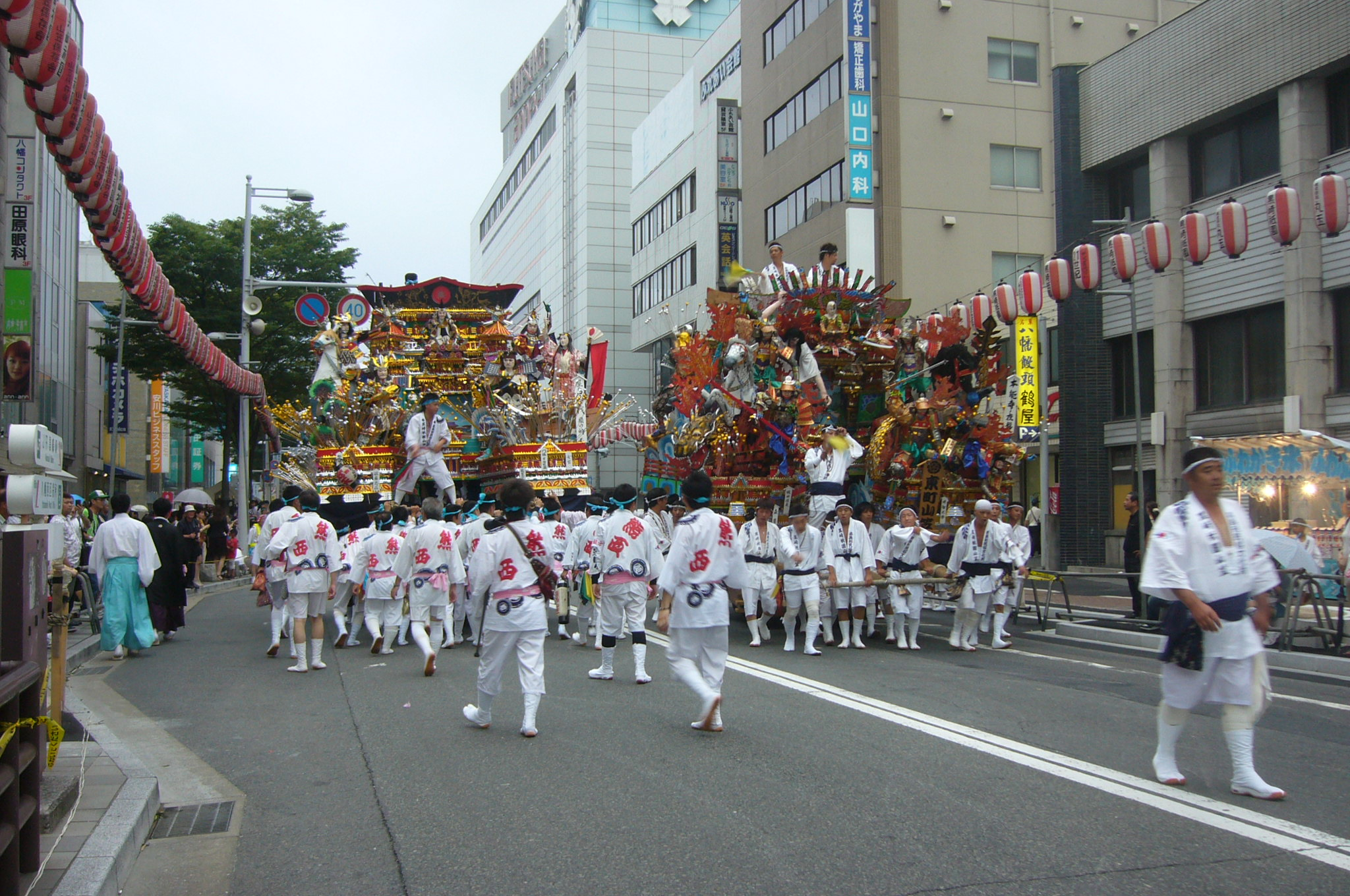
熊西山笠（左）と東町山笠（右）

- 稽古 - 6月頃から夕刻に各山笠で少年を対象に太鼓競演会や本祭に向けて太鼓の稽古を行う。
- お汐井取り（笹山笠運行） - 7月上・中旬の日曜日（本祭の1〜2周間前）。山笠の運行日時は各山により異なる。
- 太鼓競演会（黒崎ひびしんホール） - 本祭直前の日曜日に行われる。
- 本祭 - 7月第三金曜日〜月曜日
  - 金曜日 - 前夜祭・山笠競演会（黒崎駅前ふれあい通り）
  - 土・日曜日 - 一宮・岡田・春日各社へ合同参拝・御神幸及び各町内巡行、八幡西区役所表敬訪問（曲里の松並木公園）
  - 月曜日 - 解散式（宿場通りまたはふれあい通り）

- わっしょい百万夏まつりの夏祭り大集合にも2〜3の山笠が小倉を運行する。

## 山笠
運行される山笠は黒崎祇園山笠保存会に所属する藤田西、藤田東、東町、熊手一番、熊手二番、熊手参番、熊西、山寺の8基。曳き山笠で、お汐井取りを終えた後に笹山笠から直方系の人形山笠に姿を変え、夜にはこれに電飾を施した山笠が運行される。祭り前には各山笠がそれぞれの氏神神社に牽参し、祭りの成功と安全を祈願する。
各山笠の右には所在地を記す。
- 藤田地区（奉納：春日神社）
  - 藤田西山笠 - 春日神社参道
  - 藤田東山笠 - 紅梅2号公園
  - 東町山笠 - 辻公園

- 熊手地区（奉納：岡田神社）
  - 熊手一番山笠 - 熊手通り東詰
  - 熊手二番山笠 - 黒崎ひびしんホール
  - 熊手参番山笠 - カムズ通り商店街黒崎駅前

- 熊西地区（奉納：一宮神社）
  - 熊西山笠 - 養竹公園
  - 山寺山笠 - 皇后崎公園

- 2013年以降は前夜祭に子ども笹山笠が参加している。

### 本祭での運行が途絶えた山笠
- 田町舟町山笠 - さらに以前は田町山笠、舟町山笠として個別にあった
- 筒井山笠
- このほか、クロサキメイト前にはかつて飾り山笠が据えられていた

### 常設展示施設
- いのちのたび博物館 - 笹山笠
- 八幡西図書館 - 笹山笠、子供飾山笠（2010年頃まで熊手一番山笠が運行していたミニチュア山笠）

## 囃子
囃子は和太鼓（大太鼓、小太鼓）、鉦、ほら貝で構成される。祭礼に勇ましさをつけるため、関ヶ原の戦いで黒田藩の使った陣太鼓の調子が取り入れられ、これに鉦やほら貝を組み込んだものと伝えられている。

黒崎祇園山笠の勇壮さは、この囃子に由来しているという言われている。

大太鼓・小太鼓・鉦の三拍子そろった打ち方の「序破急」は「据山」「練山」及び「追い山」の三態を指揮するもので、舁き手が弥が上にも意気込むリズムであり、他に比類のない名調子である。

## 会場
JR鹿児島本線黒崎駅周辺